# Lobaria pulmonaria
Espèce
Lobaria pulmonaria est une espèce de lichens de la famille des Lobariacées. C'est un des rares lichens à être un tant soit peu connus du public. Il doit cette notoriété — toute relative — à sa grande taille et à un usage ancien dans la pharmacopée traditionnelle. Cela lui vaut aussi d'être pourvu d'un certain nombre de noms communs, les plus fréquents comportant le terme « pulmonaire ». Comme tous les lichens, il s'agit d'un champignon lichénisé, et comme la plupart d'entre eux il appartient au groupe des ascomycètes. Son appartenance à la catégorie des cyanolichens, champignons associés à des cyanobactéries, en fait un organisme spécialement sensible à la pollution atmosphérique. C'est donc une espèce en déclin dans de nombreuses régions et qui a été choisie comme indice de santé des forêts françaises.

## Dénominations
Un certain nombre de noms vulgarisés et vernaculaires qualifient ce lichen, les plus fréquents comportant le terme « pulmonaire » en référence aux alvéoles marquant son thalle : « Pulmonaire », « lichen pulmonaire », « mousse pulmonaire », « pulmonaire des chênes », « pulmonaire de chêne », « pulmonaire en arbre », « lobaire pulmonaire », « hépatique des bois », « herbe aux poumons », « crapaudine », « thé des Vosges », « thé des forêts ».

## Description

### Thalle

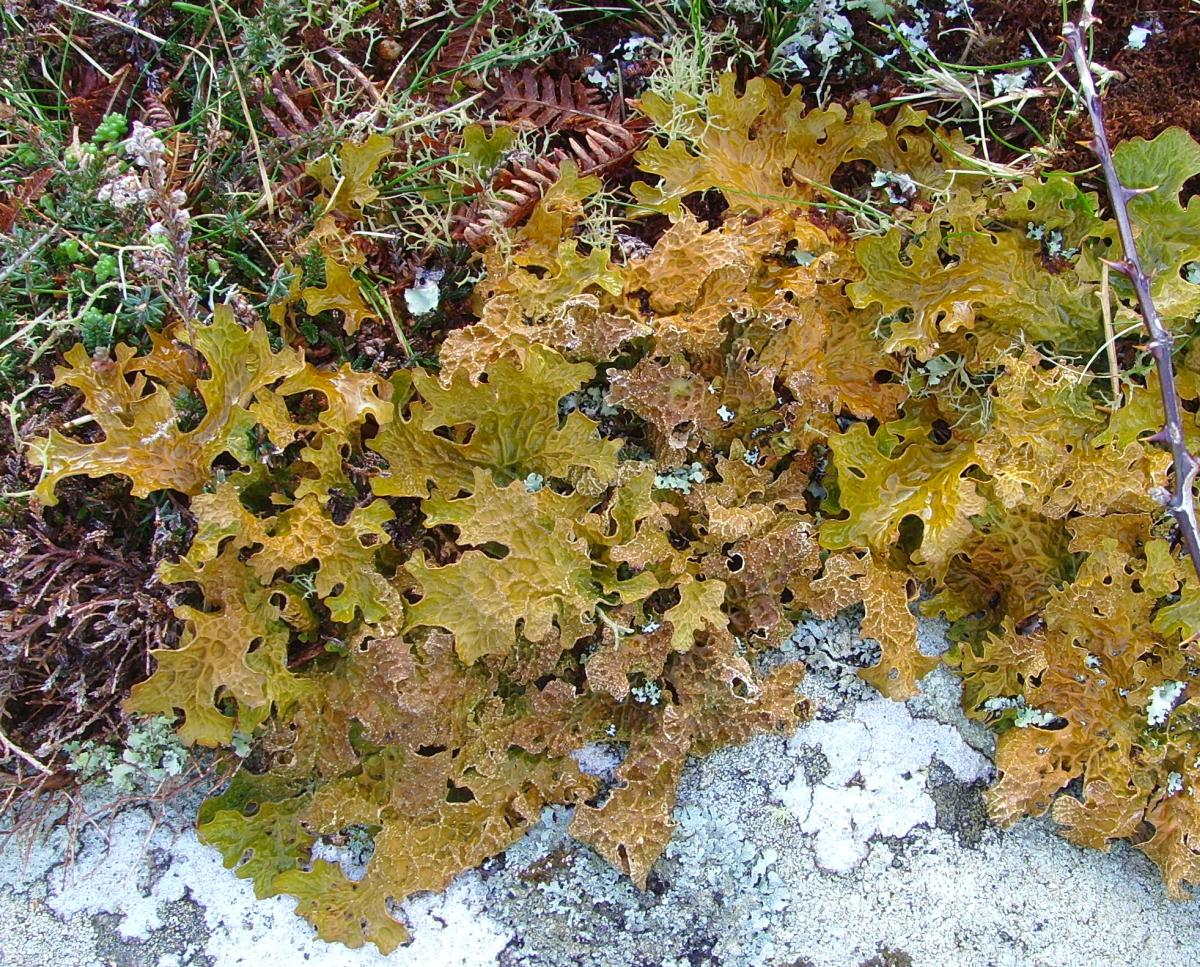
Thalle sec dans une falaise maritime.

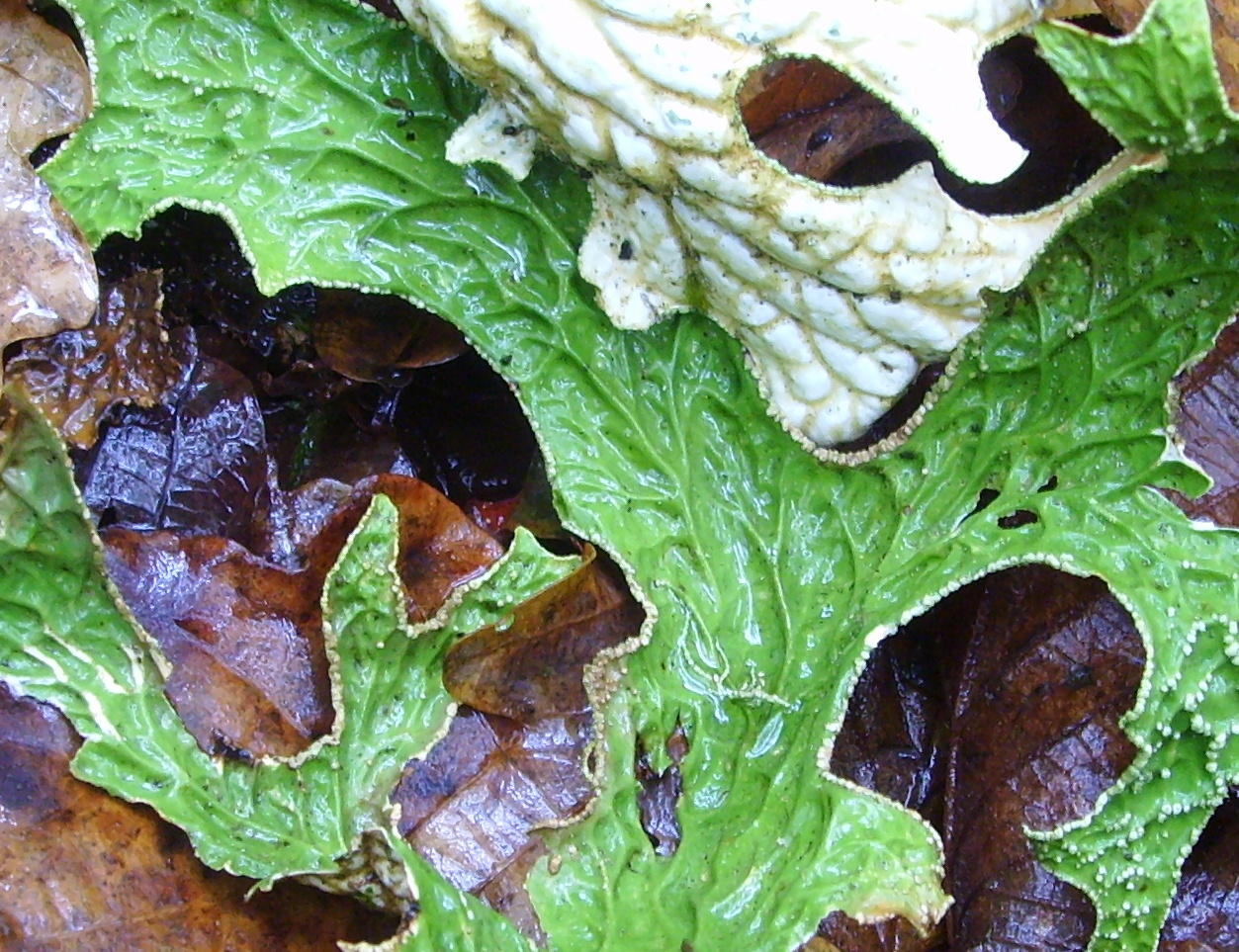
Thalle humide, faces supérieure (verte) et inférieure (blanche).

Par son aspect général, sa taille et sa couleur, souvent d'un vert intense, il rappellerait volontiers une sorte de salade aux feuilles découpées, attachée par une extrémité ou par quelques points aux troncs moussus des arbres. Il s'agit donc d'un grand lichen foliacé — l'un des plus grands d'Europe — dont le thalle dépasse couramment une trentaine de centimètres et, exceptionnellement, atteint près de 50 cm. Il est profondément divisé en lobes assez étroits, aux extrémités tronquées, dont la largeur varie de 1 à 3 cm.
La face supérieure du thalle est très généralement verte, en particulier par temps humide ; par temps sec, elle devient brun-vert ou gris verdâtre. Sa surface est marquée d'alvéoles délimités par des crêtes, formant un réseau qui a de longue date été comparé aux alvéoles pulmonaires et lui a valu son nom français — pulmonaire — et son épithète latine — pulmonaria —, ainsi qu'une partie de ses usages médicaux populaires. La face inférieure est claire, parfois presque blanche au voisinage de la marge ; sa surface a un aspect gaufré, avec des reliefs correspondant aux alvéoles de la face supérieure, et un réseau en creux de nervures tomenteuses.

### Symbiose
Comme tous les lichens, la pulmonaire correspond à l'association étroite, de nature symbiotique, entre un champignon et un ou plusieurs organismes capables de photosynthèse (photobiontes). Chez la plupart des lichens, le photobionte est une algue verte : ici, il s'agit de Dictyochloropsis reticulata, une espèce proche du genre Trebouxia, susceptible de mener par ailleurs une vie libre dans l'environnement (sol, écorces…), hors de la symbiose avec le Lobaria.
C'est cette algue, classiquement disposée en une mince couche sous le cortex supérieur du thalle, qui assure l'essentiel de l'activité photosynthétique nécessaire à la nutrition du lichen. Tout aussi classiquement pour les lichens, cette activité est sporadique, n'étant possible qu'en atmosphère humide. Par exemple, des mesures régulières effectuées pendant trois années dans l'Oregon ont permis de montrer que la croissance du thalle — en moyenne 4 mm par an — ne se produisait qu'au cours des saisons humides, de novembre à juin dans cet État du nord-ouest des États-Unis.
Quoique maintenant une activité photosynthétique pendant de nombreuses années, les Dictyochloropsis de la couche algale ne se multiplient pas, les divisions cellulaires étant limitées aux zones de croissance du lichen, c'est-à-dire à la marge du thalle : l'activité mitotique de l'algue est contrôlée par le champignon, processus impliquant probablement la production de substances antimitotiques.
Appartenant à la catégorie des cyanolichens, Lobaria pulmonaria est en fait le siège d'une symbiose tripartite associant, outre le champignon et l'algue verte, une cyanobactérie du genre Nostoc ; les Nostoc sont rassemblés dans des structures spécialisées, peu visibles, parfois même absentes, situées dans les couches inférieures du thalle : les céphalodies. Comme les autres cyanobactéries les Nostoc ont la capacité de fixer l'azote atmosphérique, ce qui permet le transfert d'azote assimilable et la production de substances protéiques par les partenaires de la symbiose.

## Reproduction

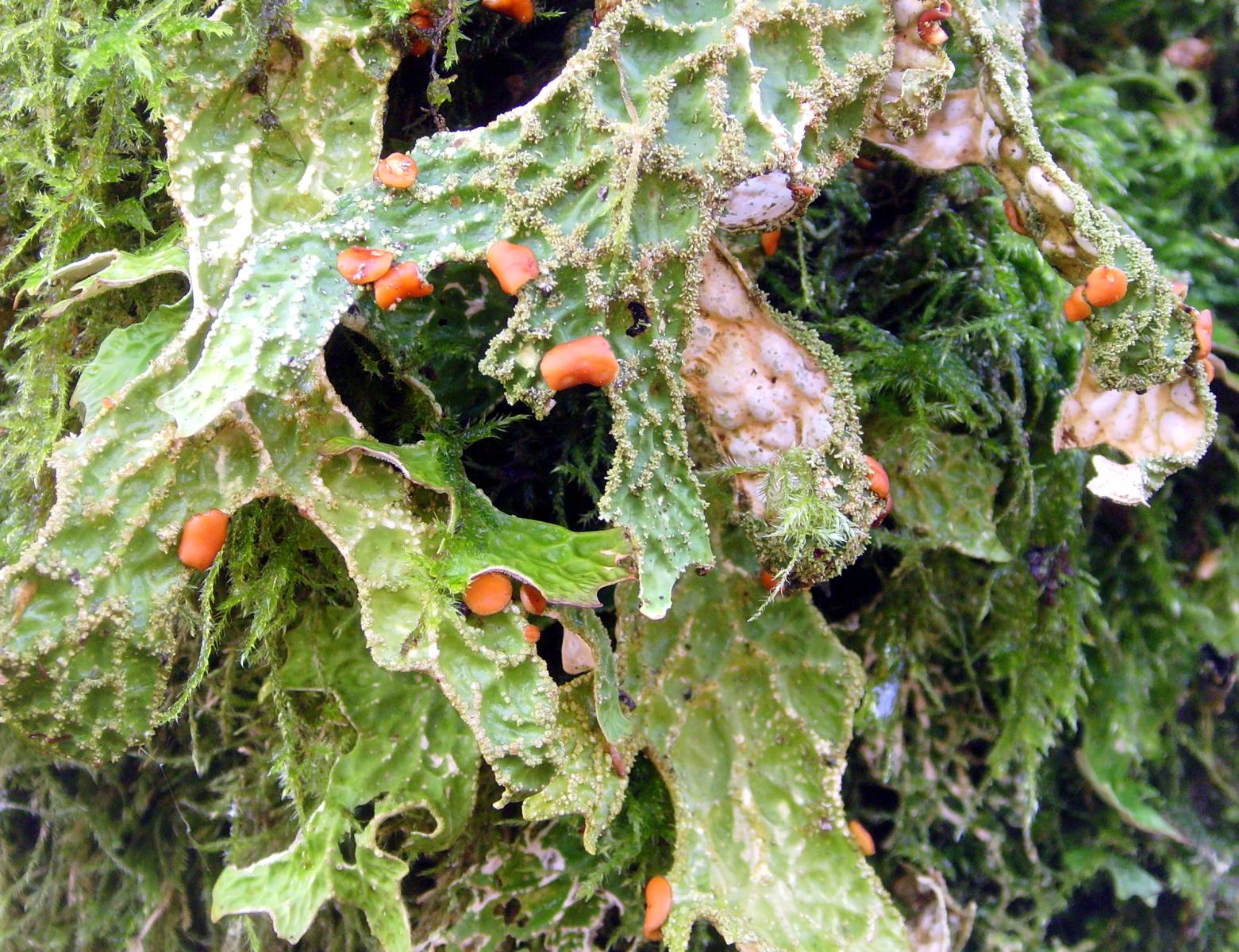
Thalle fertile. Les apothécies apparaissent comme des disques orange à la marge des lobes.

Reproduction sexuée et multiplication végétative coexistent chez de nombreux lichens. C'est aussi le cas chez L. pulmonaria, le second mécanisme étant plus général.

### Reproduction sexuée
La production d'apothécies, organes contenant les spores issues de la reproduction sexuée chez les ascomycètes lichénisés, est le plus souvent considérée comme assez rare, mais peut être localement fréquente. Pour un ensemble de 32 localités étudiées pendant six ans au nord-ouest des États-Unis, 78 % des populations comportaient au moins un thalle fertile pourvu d'au moins une apothécie, le taux de fertilité au sein de chaque population variant entre 0 et 25 %.
Dans l'Oregon, les nouvelles apothécies apparaissent au printemps, mais elles continuent à émettre des spores pendant plusieurs mois, pratiquement tout au long de l'année. Elles naissent sur les crêtes délimitant les alvéoles, vers le bord des lobes. Leur disque, de couleur orange, contient l'hyménium qui produit les spores. En présence de conditions favorables, celles-ci germent pour former un début de mycélium ; production exclusive du champignon, elles devront toutefois rencontrer une algue convenable et une cyanobactérie pour pouvoir former un nouveau thalle viable.

### Multiplication végétative

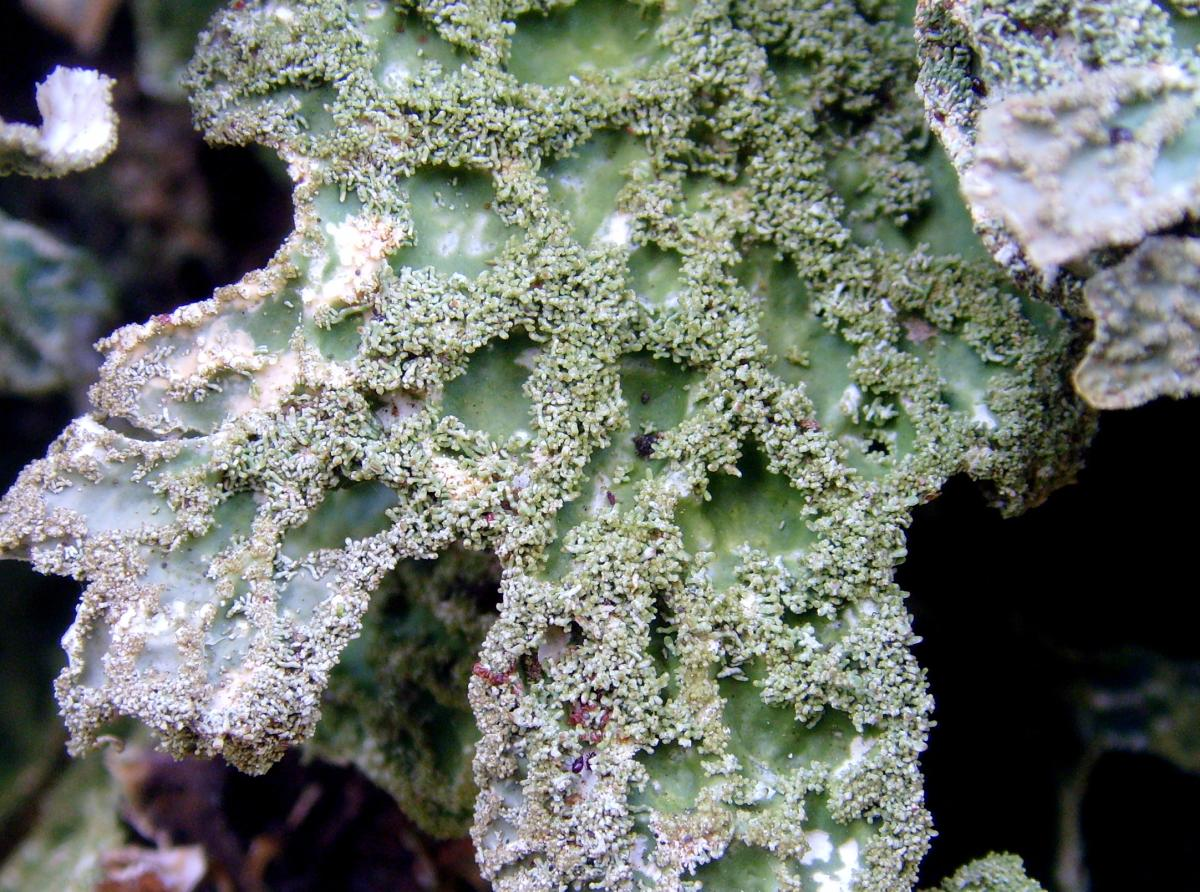
Les isidies, propagules végétatives, émergent aussi le long des crêtes du thalle.

Le mode le plus fréquent de multiplication et de dispersion de L. pulmonaria fait appel à la production de propagules connues sous les noms de sorédies et d'isidies différant surtout par leur mode de formation : les unes comme les autres sont composées d'un mélange d'hyphes, provenant du champignon, et d'algues. De ce fait, leur capacité à former un nouveau thalle viable est plus immédiate que celle des spores puisque, contrairement à ces dernières, il ne leur manque que le partenaire cyanobactérien pour reconstituer la symbiose tripartite.